# Абу Фатима аль-Джахейши
Ни́гмат Абд На́йеф аль-Джабури́ (араб. نعمة عبد نايف الجبوري‎), известный под своим военным псевдонимом Абу́ Фа́тимат аль-Джахейши́ (араб. أبو فاطمة الجحيشي‎) — иракский террорист, изначально руководил операциями ИГ на юге Ирака, а затем в Киркуке на севере Ирака. Затем он стал губернатором региона Южного и Центрального Евфрата в Исламском государстве и высокопоставленным членом иерархии ИГ.
Имеющаяся информация указывает на то, что по состоянию на 2016 год Абу Фатима был жив и входил в ближайшее окружение лидера Исламского государства Абу Бакра аль-Багдади, был его заместителем на должности главного лидера Ирака. Он сменил Абу Муслима ат-Туркмани, который был убит в результате удара американского беспилотника недалеко от Мосула 18 августа 2015 года.